# 张利 (1970年)
张利（1970-），现任清华大学建筑学院教授、博士生导师、建筑系副主任，《世界建筑》杂志主编，简盟工作室主持，清华大学建筑设计研究院副总建筑师，中国建筑学会理事。

## 教育经历
2004-2005 哈佛大学设计研究生院，Frank Tsao基金学者
1993-1999 清华大学建筑学院，建筑学硕士\工学博士 
1988-1993 清华大学建筑学院，建筑学学士 

## 工作经历
2013- 清华大学建筑学院建筑系副主任
2013- 《世界建筑》主编
2012 美国Syracuse大学建筑学院实践教授 
2011- 清华大学建筑设计研究院副总建筑师
2010- 清华大学建筑学院博士生导师 
2008- 清华大学建筑学院院长助理
2007- 清华大学建筑学院教授
2005- 简盟工作室主持人合伙人

## 主要作品
嘉那嘛呢游客到访中心 | 青海省玉树州 | 2011-2012 | 1121平方米 | 访客中心
宁波市和丰创意广场 | 浙江省宁波市 | 2007-2011 | 34.1万平方米 | 商业/会议 
2010年上海世博会中国馆屋顶花园“新九州清晏”| 上海市浦东区 | 2009-2010 | 2.7万平方米 | 景观 
全国第七届花卉博览会主展馆 | 北京市顺义区 | 2007-2009 | 16.6万平方米 | 会议/贸易
金昌文化中心 | 甘肃省金昌市 | 2003-2008 | 1.8万平方米 | 公共/文化

## 主要论文和著述
张利. 嬉戏的理性主义[J]. 世界建筑. 2013(06) 
张利. 软性可持续性[J]. 世界建筑. 2013(05) 
张利. 恰逢其时的公共性[J]. 世界建筑. 2013(02)
Li Zhang. SIEEB Review [J]. Il Giornale dell' Architecture. 2012(01) 
张利. 一个事件型建筑的可持续性[J]. 建筑学报/ The Sustainablity of an Event Building, Chinese Architecture Journal. 2011(02) 
张利. 东方自然观: 当代城市的可能启示?[J]. 建筑 空间 城市. 2010(10)
张利. 膜结构的建筑表现力[J]. 世界建筑, 2009(10)
Li Zhang. Passive Building and Local Identity [J]. PLEA, 2007
Li Zhang. Re-territorializing the Ground [J]. IFoU, 2006
张利. 结构正确性的再认识[J]. 中国工程院《论大型公共建筑建设》, 2006

## 获奖情况
2013 | 嘉那嘛呢游客到访中心 | AR+D新锐建筑奖
2013| 嘉那嘛呢游客到访中心|世界建筑节展览建筑组入围
2012 | 和丰创意广场 | 中国建筑学会创作奖
2011 | 上海世博会中国馆屋顶花园'新九洲清晏' | 教育部优秀风景园林设计一等奖
2011 | 全国第七届花卉博览会北京主场馆 | 全国优秀工程勘察设计二等奖
2009 | 金昌文化中心 | 建国六十周年建筑设计大奖
2007 | 鹿特丹Masshaven谷仓改造 | 鹿特丹建筑双年展设计竞赛第一名

## 参展情况
ASAIA 2012, Gwangju, 2012
KLAF 2011, Kuala Lumpur, 2011
Sensual City, Paris, 2009
Archilab 2002, Orlean, 2002